# Erbendorf
Erbendorf is een plaats in de Duitse deelstaat Beieren, gelegen in het Landkreis Tirschenreuth. De stad telt 5.032 inwoners. Erbendorf heeft een oppervlakte van 65,39 km² en ligt in het zuiden van Duitsland. In 1969 is botanicus Maximilian Weigend in Erbendorf geboren.
Bad Neualbenreuth ·
Bärnau ·
Brand ·
Ebnath ·
Erbendorf ·
Falkenberg ·
Friedenfels ·
Fuchsmühl ·
Immenreuth ·
Kastl ·
Kemnath ·
Konnersreuth ·
Krummennaab ·
Kulmain ·
Leonberg ·
Mähring ·
Mitterteich ·
Neusorg ·
Pechbrunn ·
Plößberg ·
Pullenreuth ·
Reuth bei Erbendorf ·
Tirschenreuth ·
Waldershof ·
Waldsassen ·
Wiesau